# Amanda (nombre)
Amanda es un nombre propio femenino de origen latino en su variante en español.

## Santoral
6 de febrero: San Amando, obispo de Maastricht.

## Personajes célebres
- Amanda Abizaid, cantante y compositora libanesa.
- Amanda Acedo, política española.
- Amanda Berenguer, poeta uruguaya.
- Amanda Bynes, actriz estadounidense.
- Amanda Dudamel,modelo, diseñadora, animadora y reina de belleza venezolana.
- Amanda Filipacchi, escritora estadounidense.
- Amanda Labarca, profesora, escritora, feminista, embajadora y política chilena.
- Amanda Lear, cantante, modelo, pintora y escritora francesa.
- Amanda Michalka, actriz estadounidense.
- Amanda Miguel, cantante mexicana.
- Amanda Leigh "Mandy" Moore, cantante y actriz estadounidense.
- Amanda Palmer, cantante estadounidense.
- Amanda Peet, actriz estadounidense.
- Amanda Plummer, actriz estadounidense.
- Amanda Seyfried, actriz estadounidense.
- Amanda Tapping, actriz canadiense.
- Amanda Todd, víctima de acoso escolar y cibernítico